# 扎瓦茲凱
扎瓦茲凱是波蘭的城鎮，位於該國南部，由奧波萊省負責管轄，面積16.52平方公里，2006年人口8,331。第二次世界大戰期間，德國在1936年至1945年佔領該鎮。

## 外部連結
History of Zawadzkie website （页面存档备份，存于）
50°37′N 18°29′E / 50.617°N 18.483°E